# Симптом Мюссе
Симптом Мюссе — симптом, що розвивається на тлі недостатності аортального клапана, проявляється ритмічним похитуванням голови синхронно з ударами серця.

## Етимологія
Симптом названо на честь французького поета Альфреда де Мюссе. Ритмічні похитування вперше помітив його брат Поль під час їх загального сніданку з матір'ю в 1842 році. Можна припустити, що аортальна вада розвинулася в результаті сифілітичного аортиту. Мюссе мав успіх серед жінок, і зрештою захворів на сифіліс. Спочатку за ним доглядала його коханка Жорж Санд, але зрештою, захопившись Фредеріком Шопеном, покинула його. «Віддавши перевагу, таким чином, туберкульозу легень замість сифілітичного аортиту» — С. Манджоні.